# Mendhausen
Mendhausen este o comună din landul Turingia, Germania.